# Det Grønlandske Landsbibliotek
Det Grønlandske Landsbibliotek (grønlandsk: Nunatta Atuagaateqarfia) er et lokalt folkebibliotek og Grønlands nationalbibliotek. Biblioteket ligger i Nuuk, Grønlands hovedstad. Groenlandica-afdelingen har til opgave at sikre bevarelse af den nationale kulturarv og historie.

## Samlinger
Bibliotekets samlinger findes på det offentlige bibliotek i byens centrum og på Ilimmarfik i Nuussuaq bydelen i Nuuk. På Ilimmarfik findes Groenlandica-samlingen med historisk materiale med relation til Grønland Pr. 1. januar 2008 var der 83.324 enheder i bibliotekets database på Ilimmarfik.